# Україна на літніх Олімпійських іграх 2004
На літніх Олімпійських іграх 2004 року у Афінах національна команда України представлена 239 спортсменами у 23 видах спорту.

## Медалі
| Медаль | Спортсмен | Вид спорту                      | Дисципліна                    | Дата           |
| ------ | --- | ------------------------------- | ----------------------------- | -------------- |
| Золото | Валерій Гончаров | Гімнастика                      | Паралельні бруси              | 23 серпня 2004 |
| Золото | Юрій Нікітін | Гімнастика                      | Стрибки на батуті             | 20 серпня 2004 |
| Золото | Олена Костевич | Стрільба                        | Пневматичний пістолет, 10 м   | 15 серпня 2004 |
| Золото | Яна Клочкова | Плавання                        | 200 м комплексним плаванням   | 17 серпня 2004 |
| Золото | Яна Клочкова | Плавання                        | 400 м комплексним плаванням   | 14 серпня 2004 |
| Золото | Наталія Скакун | Важка атлетика                  | Жінки, 63 кг.                 | 18 серпня 2004 |
| Золото | Ельбрус Тедеєв | Боротьба                        | Чоловіки, легка вага          | 28 серпня 2004 |
| Золото | Ірина Мерлені | Боротьба                        | Жінки, найлегша вага          | 23 серпня 2004 |
| Срібло | Олена Красовська | Легка атлетика                  | 100 метрів з бар'єрами        | 24 серпня 2004 |
| Срібло | Роман Гонтюк | Дзюдо                           | Чоловіки, середня вага        | 17 серпня 2004 |
| Срібло | Георгій Леончук, Родіон Лука | Вітрильний спорт                | Клас «49er»                   | 26 серпня 2004 |
| Срібло | Ганна Калініна, Світлана Матевушева, Руслана Таран | Вітрильний спорт                | Інглінг                       | 20 серпня 2004 |
| Срібло | Ігор Разорьонов | Важка атлетика                  | Чоловіки, важка вага          | 24 серпня 2004 |
| Бронза | Дмитро Грачов, Віктор Рубан, Олександр Сердюк | Стрільба з лука                 | Чоловіки, команда             | 21 серпня 2004 |
| Бронза | Тетяна Терещук-Антіпова | Легка атлетика                  | 400 метрів із бар'єрами       | 25 серпня 2004 |
| Бронза | Віта Стьопіна | Легка атлетика                  | Стрибки у висоту              | 28 серпня 2004 |
| Бронза | Ганна Балабанова, Олена Череватова, Інна Осипенко, Тетяна Семикіна | Веслування на байдарках і каное | Байдарка-четвірка, 500 метрів | 27 серпня 2004 |
| Бронза | Владислав Третяк | Фехтування                      | Шабля                         | 14 серпня 2004 |
| Бронза | Ганна Безсонова | Гімнастика                      | Індивідуальна першість        | 29 серпня 2004 |
| Бронза | Анастасія Бородіна, Наталія Борисенко, Ганна Бурмістрова, Ірина Гончарова, Наталія Ляпіна, Галина Маркушевська, Олена Радченко, Оксана Райхель, Людмила Шевченко, Тетяна Шинкаренко, Ганна Сюкало, Олена Цигиця , Марина Вергелюк, Олена Яценко, Лариса Заспа, | Гандбол                         | Жіноча команда                | 29 серпня 2004 |
| Бронза | Сергій Білоущенко, Сергій Гринь, Олег Ликов, Леонід Шапошніков | Академічне веслування           | Четвірка                      | 22 серпня 2004 |
| Бронза | Андрій Сердінов | Плавання                        | 100 м батерфляєм              | 20 серпня 2004 |

## Академічне веслування
Спортсменів — 10
| Спортсмен                                                                    | Змагання                 | Відбіркові | Відбіркові | Доп. заплив | Доп. заплив | Півфінал   | Півфінал   | Фінал           | Фінал      |
| Спортсмен                                                                    | Змагання                 | Час        | Місце      | Час         | Місце       | Час        | Місце      | Час             | Місце      |
| ---------------------------------------------------------------------------- | ------------------------ | ---------- | ---------- | ----------- | ----------- | ---------- | ---------- | --------------- | ---------- |
| Сергій Білоущенко, Сергій Гринь, Олег Ликов, Леонід Шапошніков               | Парні четвірки, чоловіки | 5:43,23    | 2          |             |             | 5:44,00    | 3          | Фінал А 5:58,87 |            |
| Наталія Губа, Світлана Мазій                                                 | Парні двійки, жінки      | 7:39,02    | 3          |             |             | ФА 6 місце | ФА 6 місце | ФА 6 місце      | ФА 6 місце |
| Тетяна Колесникова, Олена Олефіренко, Олена Ронжина-Морозова, Яна Дементьєва | Парні четвірки, жінки    | 6:21,24    | 4          |             |             | 6:24,64    | 2          | Фінал A 6:34,31 | DSQ        |

## Бокс
Спортсменів — 6
| Спортсмен         | Категорія   | 1/32                           | 1/16                          | Чвертьфінали                    | Півфінали          | Фінал              | Місце |
| Спортсмен         | Категорія   | Суперник Результат             | Суперник Результат            | Суперник Результат              | Суперник Результат | Суперник Результат | Місце |
| ----------------- | ----------- | ------------------------------ | ----------------------------- | ------------------------------- | ------------------ | ------------------ | ----- |
| Максим Третяк     | До 54 кг    | Аргеніс Мендес Пер.30:24       | Жолт Бедак Пер.27:24          | Агасі Мамедов Пор.12:32         | Завершив виступ    | Завершив виступ    |       |
| Володимир Кравець | До 60 кг    | Асхар Алі Шах Пор.19:21        | Завершив виступ               |                                 |                    |                    |       |
| Віктор Поляков    | До 69 кг    | Джерард О`Махоні Пер.54:27     | Ксав'є Ноель Пер.32:25        | Бахтіяр Артаєв Пор.-:+          | Завершив виступ    | Завершив виступ    |       |
| Олег Машкін       | До 75 кг    | Котсо Годфрі Мотау Пер.25:22   | Лукас Вілашек Пер.34:24       | Сурія Прасатхінпхімай Пор.22:28 | Завершив виступ    | Завершив виступ    |       |
| Андрій Федчук     | До 81 кг    | Джітендер Кумар Пер.+:-        | Лей Юпінг Пор.9:17            | Завершив виступ                 | Завершив виступ    | Завершив виступ    |       |
| Олексій Мазікін   | Понад 91 кг | Олександр Апанасьонок Пер.23:5 | Роберто Каммарелле Пор. 21:23 | Завершив виступ                 | Завершив виступ    | Завершив виступ    |       |

## Боротьба
Спортсменів — 16

### Вільна боротьба, чоловіки
| Атлет             | Вагова категорія | Місце  |
| ----------------- | ---------------- | ------ |
| Олександр Захарук | 55 кг            | 7      |
| Василь Федоришин  | 60 кг            | 4      |
| Ельбрус Тедеєв    | 66 кг            | Золото |
|                   | 74 кг            |        |
| Тарас Данько      | 84 кг            | 7      |
| Вадим Тасоєв      | 96 кг            | 14     |
| Сергій Прядун     | 120 кг           | 20     |

### Вільна боротьба, жінки
| Атлет              | Вагова категорія | Місце  |
| ------------------ | ---------------- | ------ |
| Ірина Мерлені      | 48 кг            | Золото |
| Тетяна Лазарева    | 55 кг            | 8      |
| Людмила Головченко | 63 кг            | 12     |
| Світлана Саєнко    | 72 кг            | 4      |

### Греко-римська боротьба
| Атлет             | Вагова категорія | Місце |
| ----------------- | ---------------- | ----- |
| Олексій Вакуленко | 55 кг            | 4     |
| Олександр Хвощ    | 60 кг            | 17    |
| Армен Варданян    | 66 кг            | 5     |
| Володимир Шацьких | 74 кг            | 13    |
| Олександр Дараган | 84 кг            | 6     |
| Давид Солдадзе    | 96 кг            | 16    |
|                   | 120 кг           |       |

## Важка атлетика
Спортсменів — 9
Чоловіки
| Категорія    | Спортсмен             | Вага   | Ривок | Ривок | Ривок | Толчок | Толчок | Толчок | Всього | Місце |
| Категорія    | Спортсмен             | Вага   | 1     | 2     | 3     | 1      | 2      | 3      | Всього | Місце |
| ------------ | --------------------- | ------ | ----- | ----- | ----- | ------ | ------ | ------ | ------ | ----- |
| До 94 кг     | Анатолій Мушик        | 94     | 170   | 175   | 177,5 | 207,5  | 212,5  | 215    | 387,5  | 8     |
| До 105 кг    | Микола Гордійчук      | 105    | 185   | 195,5 | 195,5 | 210    | -      | -      | 395    | 10    |
| До 105 кг    | Ігор Разорьонов       | 105    | 185   | 190   | 190   | 230    | 230    | 235    | 420    |       |
| Понад 105 кг | Геннадій Красильников | 120    | 195   | 195   | 200   | 235    | 240    | 240    | 440    | 4     |
| Понад 105 кг | Олексій Колокольцев   | 130,25 | 190   | 195   | 195   | 235    | 242,5  | 252,5  | 437,5  | 5     |

Жінки
| Категорія   | Спортсмен             | Вага | Ривок | Ривок | Ривок | Толчок | Толчок | Толчок | Всього | Місце |
| Категорія   | Спортсмен             | Вага | 1     | 2     | 3     | 1      | 2      | 3      | Всього | Місце |
| ----------- | --------------------- | ---- | ----- | ----- | ----- | ------ | ------ | ------ | ------ | ----- |
| До 63 кг    | Наталія Скакун        | 63   | 100   | 105   | 107,5 | 125    | 135    | -      | 242,5  |       |
| До 69 кг    | Ванда Масловська      | 69   | 105   | 110   | 110   | 130    | 135    | 140    | 245    | 5     |
| Понад 75 кг | Ольга Коробка         | 167  | 125   | 125   | 130   | 155    | 160    | 167,5  | 280    | 7     |
| Понад 75 кг | Вікторія Шаймарданова | 75   | 122,5 | 127,5 | 130   | 150    | 150    | 150    | 180    | 5     |

## Велоспорт

### Маунтбайк
Спортсменів-1
| Спортсмен      | Змагання              | Час     | Місце |
| -------------- | --------------------- | ------- | ----- |
| Сергій Рисенко | Крос-кантрі, чоловіки | 2:33:10 | 36    |

### Шосе
Спортсменів — 8
| Спортсмен          | Гонка                   | Час                   | Місце |
| ------------------ | ----------------------- | --------------------- | ----- |
| Сергій Гончар      | Групова, чоловіки       | 5:41:56 (+0:12)       | 21    |
| Сергій Гончар      | Індивідуальна, чоловіки | 1:00:44,31 (+3:12,57) | 22    |
| Кирило Поспєєв     | Індивідуальна, чоловіки | 5:41:56 (+0:12)       | 23    |
| Ярослав Попович    | Індивідуальна, чоловіки | 5:50:35 (+8:51)       | 68    |
| Володимир Дума     | Індивідуальна, чоловіки | DNF                   | DNF   |
| Юрій Кривцов       | Індивідуальна, чоловіки | DNF                   | DNF   |
| Юрій Кривцов       | Групова, чоловіки       | 59:49,40 (+2:17,66)   | 11    |
| Ірина Чужинова     | Групова, жінки          | 3:25:42 (+1:18)       | 23    |
| Наталія Качалка    | Групова, жінки          | 3:28:39 (+4:15)       | 36    |
| Наталія Качалка    | Індивідуальна, жінки    | 35:01,05 (+3:49,52)   | 24    |
| Валентина Карпенко | Групова, жінки          | 3:33:35 (+9:11)       | 43    |

### Трек
Спортсменів — 7
' Переслідування ' 
| Спортсмен                                                       | Гонка                   | Кваліфікація | Кваліфікація | Перший раунд              | Перший раунд | Фінал         | Фінал      |
| Спортсмен                                                       | Гонка                   | Час          | Місце        | Противник Час             | Місце        | Противник Час | Місце      |
| --------------------------------------------------------------- | ----------------------- | ------------ | ------------ | ------------------------- | ------------ | ------------- | ---------- |
| Володимир Дюдя                                                  | Індивідуальна, чоловіки | 4:18,169     | 5            | Роб Хайлес (GBR) 4:22,720 | 7            | Не пройшов    | Не пройшов |
| Володимир Дюдя, Роман Кононенко, Сергій Матвєєв, Віталій Попков | Командна, чоловіки      | 4:07,175     | 6            | Іспанія (ESP) 4:05,266    | 6            | Не пройшли    | Не пройшли |

Гонка за очками
| Спортсмен                       | Гонка                     | Очки/Круги | Місце |
| ------------------------------- | ------------------------- | ---------- | ----- |
| Василь Яковлєв                  | Гонка за очками, чоловіки | 3          | 19    |
| Людмила Випирайло               | Гонка за очками, жінки    | −20        | 18    |
| Володимир Рибін, Василь Яковлєв | Медісон                   | 9          | 6     |

## Веслування на байдарках та каное
Спортсменів — 7
| Спортсмен                                                                    | Змагання             | Відбіркові | Відбіркові | Півфінал | Півфінал | Фінал      | Фінал      |
| Спортсмен                                                                    | Змагання             | Час        | Місце      | Час      | Місце    | Час        | Місце      |
| ---------------------------------------------------------------------------- | -------------------- | ---------- | ---------- | -------- | -------- | ---------- | ---------- |
| Юрій Чебан                                                                   | Чоловіки, C-1 500 м  | 2:00,238   | 6          | 1:53,385 | 6        | Не пройшов | Не пройшов |
| Юрій Чебан                                                                   | Чоловіки, C-1 1000 м | 4:00,637   | 6          | DSQ      | DSQ      | Не пройшов | Не пройшов |
| Руслан Джалілов, Максим Прокопенко                                           | Чоловіки, C-2 500 м  | 1:44,532   | 5          | 1:42,860 | 4        | Не пройшли | Не пройшли |
| Руслан Джалілов, Максим Прокопенко                                           | Чоловіки, C-2 1000 м | 3:36,075   | 6          | 3:35,740 | 6        | Не пройшли | Не пройшли |
| Інна Осипенко-Радомська, Тетяна Семикіна, Ганна Балабанова, Олена Череватова | Жінки, K-2 500 м     | 1:33,057   | 2          |          |          | 1:36,192   |            |

## Вітрильний спорт
Спортсменів — 10
| Спортсмен                                          | Дисципліна          | Гонка | Гонка | Гонка | Гонка | Гонка | Гонка | Гонка | Гонка | Гонка | Гонка | Гонка | Гонка | Гонка | Гонка | Гонка | Гонка | Сума | Місце |
| Спортсмен                                          | Дисципліна          | 1     | 2     | 3     | 4     | 5     | 6     | 7     | 8     | 9     | 10    | 11    | 12    | 13    | 14    | 15    | М     | Сума | Місце |
| -------------------------------------------------- | ------------------- | ----- | ----- | ----- | ----- | ----- | ----- | ----- | ----- | ----- | ----- | ----- | ----- | ----- | ----- | ----- | ----- | ---- | ----- |
| Максим Оберемко                                    | Містраль (чоловіки) | 20    | 14    | 7     | 13    | 20    | 20    | DSQ   | 9     | 26    | 11    | 6     | -     | -     | -     | -     | -     | 146  | 17    |
| Ольга Маслівець                                    | Містраль (жінки)    | 5     | 4     | 11    | 12    | 10    | DSQ   | 8     | 9     | 11    | 13    | 20    | -     | -     | -     | -     | -     | 103  | 10    |
| Євген Браславець, Ігор Матвієнко                   | 470 (чоловіки)      | 10    | 4     | 1     | DNF   | 8     | 7     | 18    | 12    | 13    | 24    | 9     | -     | -     | -     | -     | -     | 106  | 9     |
| Руслана Таран, Ганна Калініна, Світлана Матевушева | Інглінг             | 10    | 3     | 9     | 3     | 7     | 2     | 2     | 8     | 1     | 16    | 5     | -     | -     | -     | -     | -     | 50   |       |
| Юрій Орлов                                         | Лазер               | 36    | 32    | 23    | 29    | 24    | 36    | 40    | 36    | 35    | 30    | 33    | -     | -     | -     | -     | -     | 314  | 36    |
| Родіон Лука, Георгій Леончук                       | 49er                | 4     | 15    | 3     | 7     | 2     | 10    | 7     | 5     | 9     | 5     | 3     | 10    | 6     | 5     | 3     | 3     | 72   |       |

## Гімнастика
Спортсменів — 22

### Спортивна гімнастика

#### Чоловіки
| Спортсмен           | Змагання           | Кваліфікація                      | Кваліфікація                      | Кваліфікація                      | Кваліфікація                      | Кваліфікація                      | Кваліфікація                      | Кваліфікація                      | Кваліфікація                      | Фінал         | Фінал  | Фінал  | Фінал           | Фінал            | Фінал       | Фінал   | Фінал |
| Спортсмен           | Змагання           | Вільні вправи                     | Кінь                              | Кільця                            | Опорний стрибок                   | Паралельні бруси                  | Перекладина                       | Загалом                           | Місце                             | Вільні вправи | Кінь   | Кільця | Опорний стрибок | Паралельні бруси | Перекладина | Загалом | Місце |
| ------------------- | ------------------ | --------------------------------- | --------------------------------- | --------------------------------- | --------------------------------- | --------------------------------- | --------------------------------- | --------------------------------- | --------------------------------- | ------------- | ------ | ------ | --------------- | ---------------- | ----------- | ------- | ----- |
| Євгеній Богоносюк   | Командна першість  | 9.500                             | Н/Д                               | 15.200                            | 9.437                             | 8.962                             | Н/Д                               | Н/Д                               | Н/Д                               | 9.512         | Н/Д    | Н/Д    | Н/Д             | Н/Д              | 9.450       | Н/Д     | Н/Д   |
| Валерій Гончаров    | Командна першість  | Н/Д                               | 9.425                             | Н/Д                               | Н/Д                               | 9.737 Q                           | 9.737 Q                           | Н/Д                               | Н/Д                               | Н/Д           | 8.412  | Н/Д    | Н/Д             | 9.787            | 9.737       | Н/Д     | Н/Д   |
| Вадим Кувакін       | Командна першість  | 9.475                             | 9.337                             | 9.600                             | 9.500                             | 8.912                             | Н/Д                               | Н/Д                               | Н/Д                               | Н/Д           | Н/Д    | 9.625  | 9.562           | Н/Д              | Н/Д         | Н/Д     | Н/Д   |
| Руслан Мезенцев     | Командна першість  | 9.650                             | 9.425                             | 9.687                             | 9.475                             | 9.437                             | 9.037                             | 56.711                            | 13 Q                              | 9.612         | 8.100  | 9.712  | 9.362           | Н/Д              | Н/Д         | Н/Д     | Н/Д   |
| Андрій Михайличенко | Командна першість  | 9.337                             | 8.650                             | Н/Д                               | 9.550                             | 9.575                             | 8.300                             | Н/Д                               | Н/Д                               | Н/Д           | Н/Д    | Н/Д    | 8.925           | 9.562            | 9.375       | Н/Д     | Н/Д   |
| Роман Зозуля        | Командна першість  | 9.487                             | 9.562                             | 9.725                             | 9.337                             | 9.712                             | 9.450                             | 57.273                            | 8 Q                               | 8.537         | 9.537  | 9.725  | Н/Д             | 9.712            | Н/Д         | Н/Д     | Н/Д   |
| Загалом             | Командна першість  | 38.112                            | 37.749                            | 38.449                            | 37.862                            | 38.461                            | 37.749                            | 228.382                           | 5 Q                               | 27.661        | 26.049 | 29.062 | 27.849          | 29.061           | 28.562      | 168.244 | 7     |
| Валерій Гончаров    | Паралельні бруси   | Результати кваліфікації див. вище | Результати кваліфікації див. вище | Результати кваліфікації див. вище | Результати кваліфікації див. вище | Результати кваліфікації див. вище | Результати кваліфікації див. вище | Результати кваліфікації див. вище | Результати кваліфікації див. вище | Н/Д           | Н/Д    | Н/Д    | Н/Д             | 9.787            | Н/Д         | 9.787   | 1     |
| Валерій Гончаров    | Перекладина        | Результати кваліфікації див. вище | Результати кваліфікації див. вище | Результати кваліфікації див. вище | Результати кваліфікації див. вище | Результати кваліфікації див. вище | Результати кваліфікації див. вище | Результати кваліфікації див. вище | Результати кваліфікації див. вище | Н/Д           | Н/Д    | Н/Д    | Н/Д             | Н/Д              | 8.887       | 8.887   | 8     |
| Руслан Мезенцев     | Абсолютна першість | Результати кваліфікації див. вище | Результати кваліфікації див. вище | Результати кваліфікації див. вище | Результати кваліфікації див. вище | Результати кваліфікації див. вище | Результати кваліфікації див. вище | Результати кваліфікації див. вище | Результати кваліфікації див. вище | 9.512         | 8.975  | 9.387  | 9.437           | 9.637            | 9.112       | 56.060  | 16    |
| Роман Зозуля        | Абсолютна першість | Результати кваліфікації див. вище | Результати кваліфікації див. вище | Результати кваліфікації див. вище | Результати кваліфікації див. вище | Результати кваліфікації див. вище | Результати кваліфікації див. вище | Результати кваліфікації див. вище | Результати кваліфікації див. вище | 9.525         | 9.412  | 9.575  | 9.500           | 9.762            | 9.225       | 56.999  | 10    |

#### Жінки
| Спортсмен         | Змагання           | Півфінал                          | Півфінал                          | Півфінал                          | Півфінал                          | Півфінал                          | Півфінал                          | Фінал           | Фінал             | Фінал  | Фінал         | Фінал   | Фінал |
| Спортсмен         | Змагання           | Опорний стрибок                   | Різновисокі бруси                 | Колода                            | Вільні вправи                     | Загалом                           | Місце                             | Опорний стрибок | Різновисокі бруси | Колода | Вільні вправи | Загалом | Місце |
| ----------------- | ------------------ | --------------------------------- | --------------------------------- | --------------------------------- | --------------------------------- | --------------------------------- | --------------------------------- | --------------- | ----------------- | ------ | ------------- | ------- | ----- |
| Мірабелла Ахуну   | Командна першість  | 9.237                             | 8.187                             | 8.350                             | 9.475                             | 35.249                            | 49                                | 8.975           | Н/Д               | Н/Д    | Н/Д           | Н/Д     | Н/Д   |
| Аліна Козіч       | Командна першість  | 9.387                             | 9.237                             | 9.300                             | 9.562 Q                           | 37.486                            | 10 Q                              | 9.362           | 9.512             | 9.550  | 9.650         | Н/Д     | Н/Д   |
| Ірина Краснянська | Командна першість  | Н/Д                               | 9.575                             | 9.112                             | Н/Д                               | Н/Д                               | Н/Д                               | Н/Д             | 9.187             | 9.387  | Н/Д           | Н/Д     | Н/Д   |
| Альона Кваша      | Командна першість  | 9.412 Q                           | 8.850                             | 8.987                             | 9.462                             | 36.711                            | 21                                | 9.362           | Н/Д               | Н/Д    | 9.362         | Н/Д     | Н/Д   |
| Ольга Щербатих    | Командна першість  | 9.400                             | Н/Д                               | Н/Д                               | 9.087                             | Н/Д                               | 9.375                             | Н/Д             | Н/Д               | Н/Д    | Н/Д           | Н/Д     | Н/Д   |
| Ірина Яроцька     | Командна першість  | 9.262                             | 9.037                             | 9.475                             | 9.375                             | 37.149                            | 15 Q                              | Н/Д             | 9.500             | 9.087  | Н/Д           | Н/Д     | Н/Д   |
| Загалом           | Командна першість  | 37.461                            | 36.699                            | 36.874                            | 37.874                            | 148.908                           | 5 Q                               | 28.099          | 28.199            | 28.024 | 27.987        | 112.309 | 4     |
| Аліна Козіч       | Вільні вправи      | Результати кваліфікації див. вище | Результати кваліфікації див. вище | Результати кваліфікації див. вище | Результати кваліфікації див. вище | Результати кваліфікації див. вище | Результати кваліфікації див. вище | Н/Д             | Н/Д               | Н/Д    | 8.500         | 8.500   | 8     |
| Аліна Козіч       | Абсолютна першість | Результати кваліфікації див. вище | Результати кваліфікації див. вище | Результати кваліфікації див. вище | Результати кваліфікації див. вище | Результати кваліфікації див. вище | Результати кваліфікації див. вище | 9.250           | 9.512             | 8.687  | 9.600         | 37.049  | 11    |
| Ірина Яроцька     | Абсолютна першість | Результати кваліфікації див. вище | Результати кваліфікації див. вище | Результати кваліфікації див. вище | Результати кваліфікації див. вище | Результати кваліфікації див. вище | Результати кваліфікації див. вище | 9.200           | 9.650             | 9.400  | 9.437         | 37.687  | 6     |
| Альона Кваша      | Опорний стрибок    | Результати кваліфікації див. вище | Результати кваліфікації див. вище | Результати кваліфікації див. вище | Результати кваліфікації див. вище | Результати кваліфікації див. вище | Результати кваліфікації див. вище | 9.343           | Н/Д               | Н/Д    | Н/Д           | 9.343   | 6     |

### Художня гімнастика
| Атлет                                                                                      | Результат | Місце  |
| ------------------------------------------------------------------------------------------ | --------- | ------ |
| Ганна Безсонова                                                                            | 106.700   | Бронза |
| Наталія Годунко                                                                            | 103.800   | 5      |
| Марія Біла, Юлія Чернова, Олена Дзюбчук, Єлизавета Карабаш, Інга Кожохіна, Оксана Паслась, | 42.150    | 9      |

### Стрибки на батуті
| Атлет        | Результат | Місце  |
| ------------ | --------- | ------ |
| Юрій Нікітін | 41.50     | Золото |
| Олена Мовчан | 37.60     | 5      |

## Гандбол
Жіноча збірна: 

Склад: Анастасія Бородіна,
Наталія Борисенко,
Ганна Бурмістрова,
Ірина Гончарова,
Наталія Ляпіна,
Галина Маркушевська,
Олена Радченко,
Оксана Райхель,
Людмила Шевченко,
Тетяна Шинкаренко,
Ганна Сюкало,
Олена Цигиця ,
Марина Вергелюк,
Олена Яценко,
Лариса Заспа,
Груповий етап:
| Місце | Команда  | В | Н | П | МОЗ | МП  | МР  | Очки |
| ----- | -------- | - | - | - | --- | --- | --- | ---- |
| 1     | Україна  | 4 | 0 | 0 | 99  | 82  | +17 | 8    |
| 2     | Угорщина | 3 | 0 | 1 | 118 | 93  | +25 | 6    |
| 3     | КНР      | 2 | 0 | 2 | 106 | 90  | +16 | 4    |
| 4     | Бразилія | 1 | 0 | 3 | 97  | 105 | -8  | 2    |
| 5     | Греція   | 0 | 0 | 4 | 74  | 124 | -50 | 0    |

Чвертьфінал 

| 26 серпня 2004 14:30 |

| Україна                               | 25:23 (12:9) | Іспанія   |
| ------------------------------------- | ------------ | --------- |
| Вергелюк 4, Ляпіна 4, Маркушевський 4 |              | Ортуньо 6 |

| Олімпійський комплекс «Фаліро» Арбітр: Олссон Ханссон |

Півфінал: 

| 27 серпня 2004 21:30 |

| Данія      | 29:20 (13:11) | Україна  |
| ---------- | ------------- | -------- |
| Фруелунд 9 |               | Ляпіна 5 |

| Олімпійський комплекс «Еллінікі» Арбітр: Ульріх Лемма |

Матч за 3-е місце: 

| 28 серпня 2004 16:30 |

| Україна    | 21:18 (10:10) | Франція |
| ---------- | ------------- | ------- |
| Вергелюк 6 |               | Лежен 7 |

| Олімпійський комплекс «Еллінікі» Арбітр: Рєпєнсек Рожечник |

Підсумок —  Бронза

## Дзюдо
Спортсменів — 8

### Чоловіки
| Спортсмен          | Категорія    | 1/32                       | 1/16                             | Чвертьфінали              | Півфінали                 | Фінал                    | Перший доп. раунд       | Втішний чвертьфінал     | Втішний півфінал   | За 3 місце Фінал   | Місце |
| Спортсмен          | Категорія    | Суперник Результат         | Суперник Результат               | Суперник Результат        | Суперник Результат        | Суперник Результат       | Суперник Результат      | Суперник Результат      | Суперник Результат | Суперник Результат | Місце |
| ------------------ | ------------ | -------------------------- | -------------------------------- | ------------------------- | ------------------------- | ------------------------ | ----------------------- | ----------------------- | ------------------ | ------------------ | ----- |
| Муса Настуєв       | До 66 кг     | Джао Піна (POR) Пор.       | Закінчив виступ                  | Закінчив виступ           | Закінчив виступ           | Закінчив виступ          | Закінчив виступ         | Закінчив виступ         | Закінчив виступ    | Закінчив виступ    |       |
| Геннадій Білодід   | До 73 кг     | Хаісам Авад (EGY) Пер.     | Ноурідінн Ягуб (ALG) Пер.        | Лі Вон Хі (KOR) Пор.      |                           |                          |                         | Джиммі Педро (USA) Пор. | Закінчив виступ    | Закінчив виступ    |       |
| Роман Гонтюк       | До 81 кг     | Аділ Белгаід (MAR) Пер.    | Реза Чахкандаш (IRI) Пер.        | Флоріан Ворнер (GER) Пер. | Роберт Кравчук (POL) Пер. | Іліас Іліадіс (GRE) Пор. |                         |                         |                    |                    |       |
| Валентин Греков    | До 90 кг     | Давид Аларза (ESP) Пер.    | Едуардо Коста Грамайо (ARG) Пер. | Закінчив виступ           | Закінчив виступ           | Закінчив виступ          | Закінчив виступ         | Закінчив виступ         | Закінчив виступ    | Закінчив виступ    |       |
| Віталій Бубон      | До 100 кг    | Орейдіс Деспайн (CUB) Пор. | Закінчив виступ                  | Закінчив виступ           | Закінчив виступ           | Закінчив виступ          | Закінчив виступ         | Закінчив виступ         | Закінчив виступ    | Закінчив виступ    |       |
| Віталій Полянський | Понад 100 кг | Іслам Елшіхабі (EGY) Пер.  | Пауло Біанчессі (ITA) Пор.       |                           |                           |                          | Кім Сунг-Бім (KOR) Пор. | Закінчив виступ         | Закінчив виступ    | Закінчив виступ    |       |

### Жінки
| Спортсмен           | Категорія   | Попередній раунд   | 1/32                 | 1/16                                    | Чвертьфінали              | Півфінали           | Фінал              | Перший доп. раунд  | Втішний чвертьфінал        | Втішний півфінал     | За 3 місце Фінал        | Місце |
| Спортсмен           | Категорія   | Суперник Результат | Суперник Результат   | Суперник Результат                      | Суперник Результат        | Суперник Результат  | Суперник Результат | Суперник Результат | Суперник Результат         | Суперник Результат   | Суперник Результат      | Місце |
| ------------------- | ----------- | ------------------ | -------------------- | --------------------------------------- | ------------------------- | ------------------- | ------------------ | ------------------ | -------------------------- | -------------------- | ----------------------- | ----- |
| Анастасія Матросова | До 78 кг    |                    | Лі Со Юнь (KOR) Пер. | Варвара Акірітідор (GRE) Пер.           | Рейчел Вілдінг (GBR) Пер. | Ліу Ксіу (CHN) Пор. |                    |                    |                            |                      | Лучія Маріко (ITA) Пор. | 4     |
| Марина Прокоф'єва   | понад 78 кг |                    |                      | Монголія Едін-Елхір Долгомаа (MON) Пер. | Маки Тсукада (JPN) Пор.   |                     |                    |                    | Джессіка Мелоні (AUS) Пер. | Чои Сук І (KOR) Пер. | Сан Фумінг (CHN) Пор.   | 4     |

## Легка атлетика
Спортсменів — 50

### Чоловіки
110 метрів з бар'єрами
- Сергій Демидюк — Коло 1, 13.80 с (виступ закінчений)

800 метрів
- Іван Гешко — Коло 1, 1:46.7 (виступ закінчений)

1500 метрів
- Іван Гешко — Фінал, 3:35.82 (5 місце)

Стипль-чез
- Вадим Слободенюк — Коло 1, 8:24.84 (виступ закінчений)

5000 метрів
- Сергій Лебідь — Коло 1, 14:10.23 (виступ закінчений)

Естафета 4 × 400 метрів
- Володимир Демченко, Євген Зюков, Михайло Книш, Андрій Твердоступ — Коло 1, 3:04.01 (виступ закінчений)

Марафон
- Дмитро Барановський — DNF

Стрибки в довжину
- Володимир Зюськов — Коло 1, 7.88 метра (виступ закінчений)
- Олексій Лукашевич — відмовився від виступу

Потрійний стрибок
- Микола Саволайнен — Коло 1, 16.56 метра (виступ закінчений)
- Віктор Ястребов — Коло 1, 16.43 метра (виступ закінчений)

Стрибки у висоту
- Андрій Соколовський — Фінал, 2.32 метра (5 місце)

Стрибки з жердиною
- Денис Юрченко — Фінал, 5.65 метра (9 місце)
- Руслан Єременко — Фінал, 5.55 метра (13 місце)
- Олександр Корчмід — Фінал, 5.55 метра (16 місце)

Штовхання ядра
- Юрій Білоног — Фінал, 21.16 метра Дискваліфікація
- Роман Вірастюк — Коло 1, 18.52 метра (виступ закінчений)

Метання молота
- Олександр Крикун — Коло 1, 75.42 метра (виступ закінчений)
- Артем Рубанко — Коло 1, 75.08 метра (виступ закінчений)
- Владислав Піскунов — Коло 1, не відзначено (виступ закінчений)

### Жінки
100 метрів
- Жанна Блок — Півфінал, 11.23 с (виступ закінчений)
- Тетяна Ткаліч — Коло 1, 11.58 с (виступ закінчений)

100 метрів з бар'єрами
- Олена Красовська — Фінал, 12.45 с  Срібло

200 метрів
- Марина Майданова — Коло 1: 22.76 с, Коло 2: 22.86 с, Півфінал: 22.75 с

400 метрів
- Антоніна Єфремова — Коло 1: 51.53 с, Півфінал: 51.90 с

400 метрів з бар'єрами
- Тетяна Терещук-Антіпова — Коло 1: 54.63 с, Півфінал: 53.37 с (NR), Фінал: 53.44 с  Бронза

800 метрів
- Тетяна Петлюк — Коло 1: 2:02.07, Півфінал: 1:59.48

1500 метрів
- Наталія Тобіас — Коло 1: 4:06.06, Півфінал: 4:07.55
- Неля Непорадна — Коло 1: 4:08.60
- Ірина Ліщинська — Коло 1: DNF

10 000 метрів
- Наталія Беркут — DNF

Естафета 4 × 100 метрів
- Жанна Блок, Тетяна Ткаліч, Марина Майданова, Ірина Кожем'якіна — Коло 1: 43.77 с (13 місце)

Естафета 4 × 400 метрів
- Олександра Рижкова, Оксана Іллюшкіна, Антоніна Єфремова, Наталія Пигида — Коло 1: 3:28.62 (13 місце)

Семиборство
- Наталія Добринська — 6255 очок (8 місце)
- Юлія Акуленко — 5996 очок (23 місце)

Ходьба на 20 км.
- Віра Зозуля — 1:38:45 (42 місце)

Потрійний стрибок
- Олена Говорова — Коло 1: 14.56 метра, Фінал: 14.35 метра (10 місце)
- Тетяна Щуренко — Коло 1: 13.55 метра (виступ закінченний)

Стрибки у висоту
- Віта Стьопіна — Коло 1: 1.95 метра, Фінал: 2.02 метра  Бронза
- Ірина Михальченко — Коло 1: 1.95 метра, Фінал: 1.96 метра (5 місце)
- Інга Бабакова — Коло 1: 1.92 метрів, Фінал: 1.93 метра (9 місце)

Стрибки з жердиною
- Анжела Балахонова — Коло 1: 4.40 метра, Фінал: 4.40 метра (6 місце)

Штовхання ядра
- Оксана Захарчук — Коло 1: 17.28 метра

Метання диска
- Олена Антонова — Коло 1: 64.20 метра, Фінал: 65.75 метра (5 місце)
- Наталія Фокіна — Коло 1: 58.28 метра

Метання списа
- Тетяна Ляхович — Коло 1: 63.07 метра (NR), Фінал: 61.75 метра (8 місце)

Метання молота:
- Ірина Секачова — Коло 1: 71.63 метра, Фінал: 70.40 метра (8 місце)

## Плавання
Спортсменів — 27
У наступне коло змагань на кожній дистанції проходили найкращі спортсмени за часом, незалежно від місця зайнятого у своєму запливі.

### Чоловіки
| Спортсмен                                                       | Змагання                               | Попередні запливи | Попередні запливи | Півфінали  | Півфінали  | Фінал      | Фінал      |
| Спортсмен                                                       | Змагання                               | Результат         | Місце             | Результат  | Місце      | Результат  | Місце      |
| --------------------------------------------------------------- | -------------------------------------- | ----------------- | ----------------- | ---------- | ---------- | ---------- | ---------- |
| В'ячеслав Ширшов                                                | 50 м вільним стилем                    | 22,96             | 28                | Не пройшов | Не пройшов | Не пройшов | Не пройшов |
| Олександр Волинець                                              | 50 м вільним стилем                    | 22,41             | 9                 | 22,18      | 6          | 22,26      | 7          |
| Юрій Єгошин                                                     | 100 м вільним стилем                   | 49,73             | 17                | Не пройшов | Не пройшов | Не пройшов | Не пройшов |
| Дмитро Вереітинов                                               | 200 м вільним стилем                   | 1:51,38           | 27                | Не пройшов | Не пройшов | Не пройшов | Не пройшов |
| Сергій Фесенко                                                  | 400 м вільним стилем                   | 3:53,41           | 21                | Не пройшов | Не пройшов | Не пройшов | Не пройшов |
| Ігор Червинський                                                | 1500 м вільним стилем                  | 15:12,58          | 10                | Не пройшов | Не пройшов | Не пройшов | Не пройшов |
| Володимир Ніколайчук                                            | 100 м на спині                         | 56,62             | 28                | Не пройшов | Не пройшов | Не пройшов | Не пройшов |
| Володимир Ніколайчук                                            | 200 м вільним стилем                   | 2:03,21           | 25                | Не пройшов | Не пройшов | Не пройшов | Не пройшов |
| Олег Лісогор                                                    | 100 м брасом                           | 1:01,21           | 9                 | 1:01,07    | 5          | 1:02,42    | 8          |
| Валерій Димо                                                    | 200 м брасом                           | 2:15,52           | 20                | Не пройшов | Не пройшов | Не пройшов | Не пройшов |
| Денис Силантьєв                                                 | 100 м батерфляєм                       | 53,46             | 21                | Не пройшов | Не пройшов | Не пройшов | Не пройшов |
| Андрій Сердінов                                                 | 100 м батерфляєм                       | 52,05             | 2                 | 51,74      | 1 OR       | 51,36      | ER         |
| Денис Силантьєв                                                 | 200 м батерфляєм                       | 1:58,44           | 15                | 1:57,93    | 10         | Не пройшов | Не пройшов |
| Сергій Адвена                                                   | 200 м батерфляєм                       | 1:58,41           | 14                | 1:58,11    | 13         | Не пройшов | Не пройшов |
| Сергій Сергєєв                                                  | 200 м комплексним плаванням            | 2:03,26           | 22                | Не пройшов | Не пройшов | Не пройшов | Не пройшов |
| Дмитро Назаренко                                                | 400 м комплексним плаванням            | 4:26,15           | 26                | Не пройшов | Не пройшов | Не пройшов | Не пройшов |
| Денис Сизоненко, Андрій Сердінов , Павло Хникін, Юрій Єгошин    | Естафета 4×100 м вільним стилем        | 3:18,95           | 10                |            |            | Не пройшли | Не пройшли |
| Сергій Фесенко, Максим Кокоша, Дмитро Вереітинов, Сергій Адвена | Естафета 4×200 м вільним стилем        | 7:24,13           | 12                |            |            | Не пройшли | Не пройшли |
| Павло Іллічов, Валерій Димо, Денис Силантьєв , Юрій Єгошин      | Естафета 4×100 м комплексним плаванням | 3:38,85           | 8                 |            |            | 3:36,87    | 6          |

### Жінки
| Спортсмен                                                           | Змагання                               | Попередні запливи | Попередні запливи | Півфінали  | Півфінали  | Фінал      | Фінал      |
| Спортсмен                                                           | Змагання                               | Результат         | Місце             | Результат  | Місце      | Результат  | Місце      |
| ------------------------------------------------------------------- | -------------------------------------- | ----------------- | ----------------- | ---------- | ---------- | ---------- | ---------- |
| Ольга Мукомол                                                       | 50 м вільним стилем                    | 25,96             | 23                | Не пройшла | Не пройшла | Не пройшла | Не пройшла |
| Ольга Мукомол                                                       | 100 м вільним стилем                   | 57,12             | 31                | Не пройшла | Не пройшла | Не пройшла | Не пройшла |
| Олена Лапунова                                                      | 200 м вільним стилем                   | 2:02,71           | 22                | Не пройшла | Не пройшла | Не пройшла | Не пройшла |
| Ольга Береснєва                                                     | 400 м вільним стилем                   | 4:26.30           | 38                | Не пройшла | Не пройшла | Не пройшла | Не пройшла |
| Ольга Береснєва                                                     | 800 м вільним стилем                   | 8:57,96           | 20                | Не пройшла | Не пройшла | Не пройшла | Не пройшла |
| Ірина Амшеннікова                                                   | 100 м на спині                         | 1:02,57           | 19                | Не пройшла | Не пройшла | Не пройшла | Не пройшла |
| Ірина Амшеннікова                                                   | 200 м вільним стилем                   | 2:14,49           | 14                | 2:14,83    | 15         | Не пройшла | Не пройшла |
| Світлана Бондаренко                                                 | 100 м брасом                           | 1:09,35           | 8                 | 1:08.28    | 6          | 1:08.19    | 7          |
| Ірина Майструк                                                      | 200 м брасом                           | 2:37,42           | 24                | Не пройшла | Не пройшла | Не пройшла | Не пройшла |
| Катерина Зубкова                                                    | 100 м батерфляєм                       | 1:02,22           | 30                | Не пройшла | Не пройшла | Не пройшла | Не пройшла |
| Наталія Самородіна                                                  | 200 м батерфляєм                       | 2:17,15           | 27                | Не пройшла | Не пройшла | Не пройшла | Не пройшла |
| Яна Клочкова                                                        | 200 м комплексним плаванням            | 2:13,40           | 2                 | 2:13,30    | 1          | 2:11,14    |            |
| Яна Клочкова                                                        | 400 м комплексним плаванням            | 4:38,36           | 1                 |            |            | 4:34,83    |            |
| Катерина Зубкова, Яна Клочкова, Світлана Бондаренко , Ольга Мукомол | Естафета 4×100 м комплексним плаванням | 4:09,79           | 10                |            |            | Не пройшли | Не пройшли |

## Синхронне плавання
Спортсменів — 2
| Спортсменки                   | Змагання | Технічна програма | Технічна програма | Довільна програма (попередня) | Довільна програма (попередня) | Довільна програма (попередня) | Довільна програма (попередня) | Довільна програма (Фінал) | Довільна програма (Фінал) | Довільна програма (Фінал) | Довільна програма (Фінал) |
| Спортсменки                   | Змагання | Очок              | Місце             | Очок                          | Місце                         | Усього очок                   | Місце                         | Очок                      | місце                     | Усього очок               | місце                     |
| ----------------------------- | -------- | ----------------- | ----------------- | ----------------------------- | ----------------------------- | ----------------------------- | ----------------------------- | ------------------------- | ------------------------- | ------------------------- | ------------------------- |
| Ірина Гайворонська Дар'я Юшко | Дует     | 45,417            | 10                | 46,084                        | 10                            | 91,501                        | 10                            | 45,834                    | 11                        | 91,251                    | 11                        |

## Стрибки у воду
Спортсменів — 8
| Юрій Шляхов                    | Чоловіки, трамплін 3 м               | 377,19 | 26 | Не пройшов | Не пройшов | Не пройшов | Не пройшов | Не пройшов | Не пройшов |            |            |            |
| Дмитро Лисенко                 | Чоловіки, індивідуально трамплін 3 м | 419,16 | 11 | 219,57     | 638,73     | 11         | 410,07     | 629,64     | 11         |            |            |            |
| Роман Володьков                | Чоловіки, вишка 10 м                 | 403,59 | 21 | Не пройшов | Не пройшов | Не пройшов | Не пройшов | Не пройшов | Не пройшов |            |            |            |
| Антон Захаров                  | Чоловіки, вишка 10 м                 | 420,30 | 15 | 175,77     | 596,07     | 16         | Не пройшов | Не пройшов | Не пройшов | Не пройшов | Не пройшов | Не пройшов |
| Роман Володьков, Антон Захаров | Чоловіки, синхронно трамплін 3 м     |        |    |            |            |            | 357,66     | 357,66     | 10         |            |            |            |
| Олена Федорова                 | Жінки, трамплін 3 м                  | 290,43 | 13 | 212,85     | 503,28     | 13         | Не пройшла | Не пройшла | Не пройшла |            |            |            |
| Ганна Сорокіна                 | Жінки, трамплін 3 м                  | 269,52 | 16 | 204,63     | 474,15     | 16         | Не пройшла | Не пройшла | Не пройшла |            |            |            |
| Ольга Леонова                  | Жінки, вишка 10 м                    | 271,92 | 23 | Не пройшла | Не пройшла | Не пройшла | Не пройшла | Не пройшла | Не пройшла |            |            |            |
| Олена Жупіна                   | Жінки, вишка 10 м                    | 371,10 | 1  | 172,47     | 543,57     | 4          | 325,23     | 497,70     | 9          |            |            |            |

## Стрільба
Спортсменів — 11

### Жінки
| Спортсменка       | Вид                              | Кваліфікація | Кваліфікація | Фінал              | Фінал              | Місце              |
| Спортсменка       | Вид                              | Очок         | Місце        | Очок               | Місце              | Місце              |
| ----------------- | -------------------------------- | ------------ | ------------ | ------------------ | ------------------ | ------------------ |
| Олена Костевич    | 10 м, пневматичний пістолет      | 384          | 8            | 483.3              | 1                  | Золото             |
| Олена Костевич    | 25 м, пістолет                   | 569          | 27           | Не вкаліфікувалася | Не вкаліфікувалася | Не вкаліфікувалася |
| Юлія Користильова | 10 м, пневматичний пістолет      | 382          | 10           | Не кваліфікувалася | Не кваліфікувалася | Не кваліфікувалася |
| Юлія Користильова | 25 м, пістолет                   | 570          | 26           | Не вкаліфікувалася | Не вкаліфікувалася | Не вкаліфікувалася |
| Наталія Кальниш   | 10 м, пневматична гвинтівка      | 394          | 14           | Не кваліфікувалася | Не кваліфікувалася | Не кваліфікувалася |
| Наталія Кальниш   | 50 м, гвинтівка, з трьох позицій | 579          | 8            | 677.2              | 4                  | 8                  |
| Леся Леськів      | 10 м, пневматична гвинтівка      | 394          | 14           | Не кваліфікувалася | Не кваліфікувалася | Не кваліфікувалася |
| Леся Леськів      | 50 м, гвинтівка, з трьох позицій | 575          | 13           | Не вкаліфікувалася | Не вкаліфікувалася | Не вкаліфікувалася |
| Вікторія Чуйко    | стенд                            | 54           | 15           | Не кваліфікувалася | Не кваліфікувалася | Не кваліфікувалася |

## Стрільба з лука
Спортсменів — 6
| Спортсмен                                         | Змагання                        | Попередній раунд | Попередній раунд | 1/64                                   | 1/32                                      | 1/16                                  | Чвертьфінали                 | Півфінали                            | Матч за 3-е місце         | Фінал              | Місце |
| Спортсмен                                         | Змагання                        | Очок             | Номер посіву     | Суперник Результат                     | Суперник Результат                        | Суперник Результат                    | Суперник Результат           | Суперник Результат                   | Суперник Результат        | Суперник Результат | Місце |
| ------------------------------------------------- | ------------------------------- | ---------------- | ---------------- | -------------------------------------- | ----------------------------------------- | ------------------------------------- | ---------------------------- | ------------------------------------ | ------------------------- | ------------------ | ----- |
| Віктор Рубан (15)                                 | Індивідуальні чоловічі змагання | 660              | 15               | Джонатан Охайон (CAN) (50) Пер.157:140 | Ванг Ченг Панг (TPE) (18) Пер.167+9:167+8 | Лауренс Годфрі (GBR) (31) Пор.162:167 | Закінчив виступ              | Закінчив виступ                      | Закінчив виступ           | Закінчив виступ    |       |
| Олександр Сердюк (25)                             | Індивідуальні чоловічі змагання | 624              | 25               | Філіп Лопез (ESP) (40) Пер.164:141     | Хосе Павіа Лінд (DEN) (8) Пер.165:164     | Хіроші Ямамото (JPN) (9) Пор.160:168  | Закінчив виступ              | Закінчив виступ                      | Закінчив виступ           | Закінчив виступ    |       |
| Дмитро Грачов (6)                                 | Індивідуальні змагання          | 671              | 6                | Магед Юссеф (EGY) (59) Пер.154:128     | Ксуе Хайфенг (CHN) (8) Пор.161:162        | Закінчив виступ                       | Закінчив виступ              | Закінчив виступ                      | Закінчив виступ           | Закінчив виступ    |       |
| Дмитро Грачов, Олександр Сердюк, Віктор Рубан     | Командні чоловічі змагання      | 1985             | 4                |                                        |                                           | Греція (GRE) (13) Пер.243:225         | Японія (JPN) (5) Пер.242:236 | Південна Корея (CHN) (1) Пор.239:242 | США (USA) (1) Пер.237:235 |                    |       |
| Тетяна Бережна (14)                               | Індивідуальні жіночі змагання   | 640              | 14               | Фотина Воватсі (GRE) (51) Пер.160:156  | Дженіфер Ніколс (USA) (19) Пор.160:163    | Закінчила виступ                      | Закінчила виступ             | Закінчила виступ                     | Закінчила виступ          | Закінчила виступ   |       |
| Наталія Бурдейна (12)                             | Індивідуальні жіночі змагання   | 643              | 12               | Саекі Кавауші (JPN) (53) Пор.129:137   | Закінчила виступ                          | Закінчила виступ                      | Закінчила виступ             | Закінчила виступ                     | Закінчила виступ          | Закінчила виступ   |       |
| Катерина Палеха (59)                              | Індивідуальні жіночі змагання   | 595              | 59               | Янг Шу Чи (TPE) (6) Пор.162:158        | Закінчила виступ                          | Закінчила виступ                      | Закінчила виступ             | Закінчила виступ                     | Закінчила виступ          | Закінчила виступ   |       |
| Тетяна Бережна, Наталія Бурдейна, Катерина Палеха | Командні жіночі змагання        | 1878             | 10               |                                        |                                           | Туреччина (TUR) (7) Пер.244:234       | Китай (CHN) (2) Пор. 230:241 | Закінчили виступ                     | Закінчили виступ          | Закінчили виступ   |       |

## Сучасне п'ятиборство
Спортсменів — 1
| Спортсмен        | Стрільба | Стрільба | Фехтування | Фехтування | Плавання | Плавання | Конкур  | Конкур | Біг      | Біг  | Усього | Місце |
| Спортсмен        | Рахунок  | Очки     | Перемог    | Очки       | Час      | Очки     | Рахунок | Очки   | Час      | Очки | Усього | Місце |
| ---------------- | -------- | -------- | ---------- | ---------- | -------- | -------- | ------- | ------ | -------- | ---- | ------ | ----- |
| Вікторія Терещук | 177      | 1060     | 11         | 692        | 2:19,98  | 1244     | 84      | 1116   | 12:10,68 | 1144 | 5256   | 7     |

## Теніс
Спортсменів — 2
| Спортсмен                           | Разряд    | 1 раунд                         | 2 раунд                                       | 3 раунд            | Чвертьфінали       | Півфінали          | Матч за 3-е місце  | Фінал              | Місце |
| Спортсмен                           | Разряд    | Суперник Результат              | Суперник Результат                            | Суперник Результат | Суперник Результат | Суперник Результат | Суперник Результат | Суперник Результат | Місце |
| ----------------------------------- | --------- | ------------------------------- | --------------------------------------------- | ------------------ | ------------------ | ------------------ | ------------------ | ------------------ | ----- |
| Тетяна Перебийніс                   | Одиночний | Даллі Рандріантефі Пер. 6:3 6:4 | Суґіяма Аї Пор. 5:7 4:6                       | Закінчила виступ   | Закінчила виступ   | Закінчила виступ   | Закінчила виступ   | Закінчила виступ   |       |
| Тетяна Перебийніс Юлія Бейгельзимер | Парний    |                                 | Мартіна Навратілова Ліза Реймонд Пор. 0:6 2:6 | Закінчила виступ   | Закінчила виступ   | Закінчила виступ   | Закінчила виступ   | Закінчила виступ   |       |

## Тріатлон
Спортсменів — 2
| Спортсмен              | Змагання               | Плавання | Велосипед    | Біг          | Всього       | Місце        |
| ---------------------- | ---------------------- | -------- | ------------ | ------------ | ------------ | ------------ |
| Володимир Полікарпенко | Індивідуальні змагання | 18:03    | 1:05:53      | 33:43        | 1:57:39,28   | 30           |
| Андрій Глущенко        | Індивідуальні змагання | 18:05    | Не фінішував | Не фінішував | Не фінішував | Не фінішував |

## Тхеквондо
- Олександр Шапошник — вагова гатегорія до 58 кг, вибув у чвертьфіналі.

## Фехтування
Спортсменів — 10

### Чоловіки
| Спортсмен                                                              | Змагання            | 1/64                             | 1/32                            | 1/16                               | Чвертьфінали                        | Півфінали                                 | Матч за 3-е місце                          | Фінал              | Місце |
| Спортсмен                                                              | Змагання            | Суперник Результат               | Суперник Результат              | Суперник Результат                 | Суперник Результат                  | Суперник Результат                        | Суперник Результат                         | Суперник Результат | Місце |
| ---------------------------------------------------------------------- | ------------------- | -------------------------------- | ------------------------------- | ---------------------------------- | ----------------------------------- | ----------------------------------------- | ------------------------------------------ | ------------------ | ----- |
| Богдан Нікішин                                                         | Індивідуальна шпага | Олександру Нісцор (ROU) пор.6:15 | Закінчив виступ                 | Закінчив виступ                    | Закінчив виступ                     | Закінчив виступ                           | Закінчив виступ                            | Закінчив виступ    | 34    |
| Максим Хворост                                                         | Індивідуальна шпага |                                  | Лі Сан-Юнг (KOR) пор.11:15      | Закінчив виступ                    | Закінчив виступ                     | Закінчив виступ                           | Закінчив виступ                            | Закінчив виступ    | 24    |
| Дмитро Карюченко                                                       | індивідуальна шпага | Абдурахмад Дейд (ALG) пер.15:6   | Крістоф Марік (AUT) пер.15:7    | Даніель Стрігель (GER) пор.12:15   | Закінчив виступ                     | Закінчив виступ                           | Закінчив виступ                            | Закінчив виступ    | 16    |
| Богдан Нікішин Віталій Ошаров Дмитро Карюченко, Максим Хворост         | Командна шпага      |                                  |                                 |                                    | Угорщина (HUN) пор. 34:38           | Матч за 5-8 місце Єгипет (EGY) пер. 45:36 | Матч за 5-6 місце США (USA) пер.45:33      |                    | 5     |
| Владислав Третяк                                                       | Індивідуальна шабля |                                  | Балас Легвіл (HUN) пер.15:12    | Луїджі Тарантіно (ITA) пер.15:8    | Володимир Лукашенко (UKR) пер.15:12 | Жсолт Немчик (HUN) пор.11:15              | Дмитро Лапкес (BEL) пер.15:11              |                    |       |
| Володимир Лукашенко                                                    | індивідуальна шабля |                                  | Рензі Агреста (BRA) пер.15:14   | Вірадеч Торкніться (THA) пер.15:11 | Владислав Третяк (UKR) пор.12:15    | Закінчив виступ                           | Закінчив виступ                            | Закінчив виступ    | 5     |
| Володимир Калюжний                                                     | Індивідуальна шабля |                                  | Олексій Дяченко (RUS) пер.15:10 | Дмитро Лапкес (BEL) пор.9:14       | Закінчив виступ                     | Закінчив виступ                           | Закінчив виступ                            | Закінчив виступ    | 16    |
| Владислав Третяк Олег Штурбабін Володимир Калюжний Володимир Лукашенко | Командна шабля      |                                  |                                 |                                    | Італія (ITA) пор. 44:45             | Матч за 5-8 місце Греція (GRE) пер. 45:39 | Матч за 5-6 місце Угорщина (USA) пор.40:45 |                    | 6     |

### Жінки
| Спортсмен           | Змагання            | 1/64               | 1/32                            | 1/16               | Чвертьфінали       | Півфінали          | Матч за 3-е місце  | Фінал              | Місце |
| Спортсмен           | Змагання            | Суперник Результат | Суперник Результат              | Суперник Результат | Суперник Результат | Суперник Результат | Суперник Результат | Суперник Результат | Місце |
| ------------------- | ------------------- | ------------------ | ------------------------------- | ------------------ | ------------------ | ------------------ | ------------------ | ------------------ | ----- |
| Надія Казимирчук    | Індивідуальна шпага |                    | Лі Жанг (CHN) пор. 9:10         | Закінчила виступ   | Закінчила виступ   | Закінчила виступ   | Закінчила виступ   | Закінчила виступ   | 23    |
| Дарина Недашковська | Індивідуальна шабля |                    | Сесіль Алжіорас (FRA) пор. 9:15 | Закінчила виступ   | Закінчила виступ   | Закінчила виступ   | Закінчила виступ   | Закінчила виступ   | 21    |